# Keresztboltozat

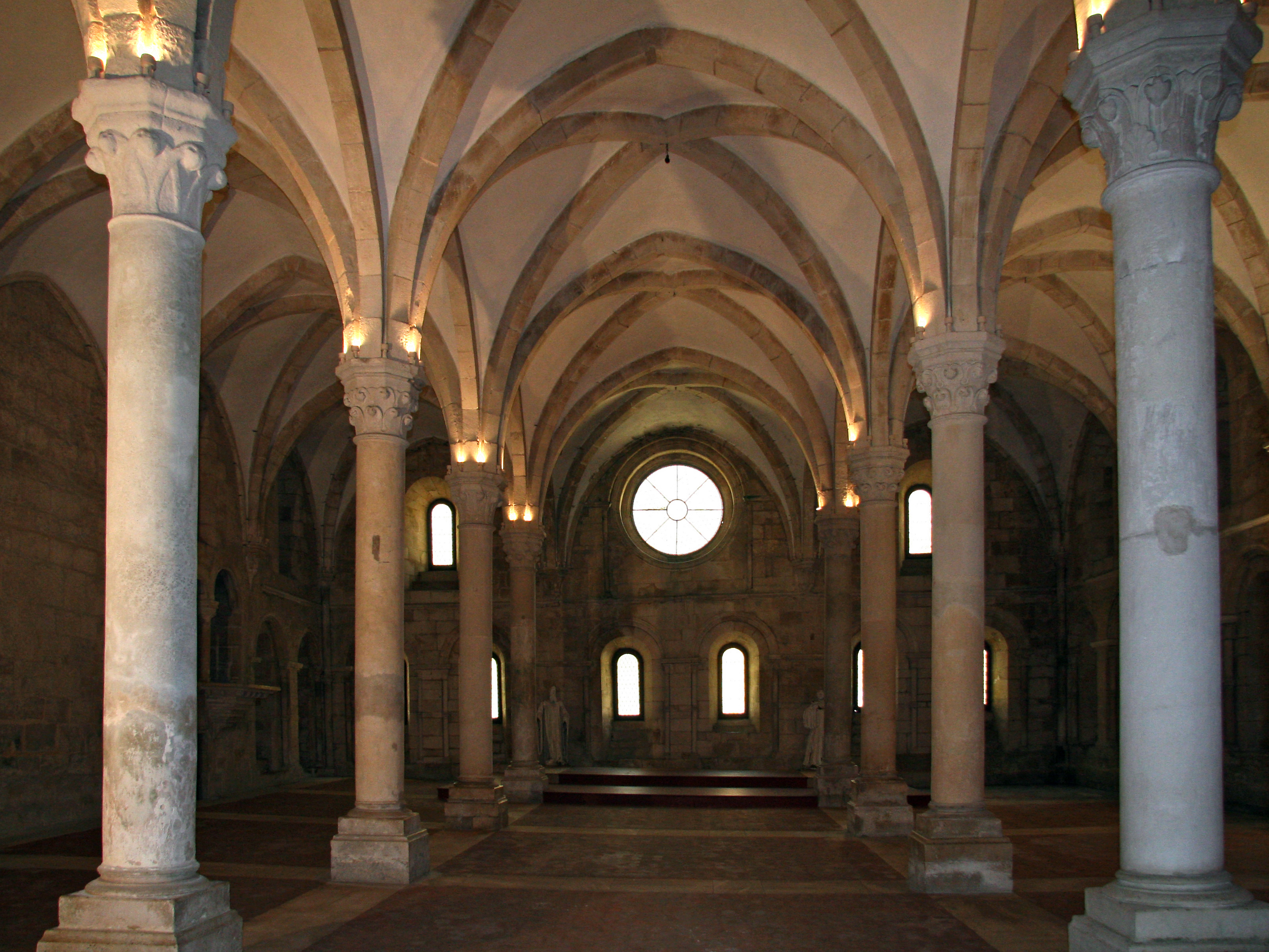
Gótikus keresztboltozat (Alcobaça-kolostor, Portugália)

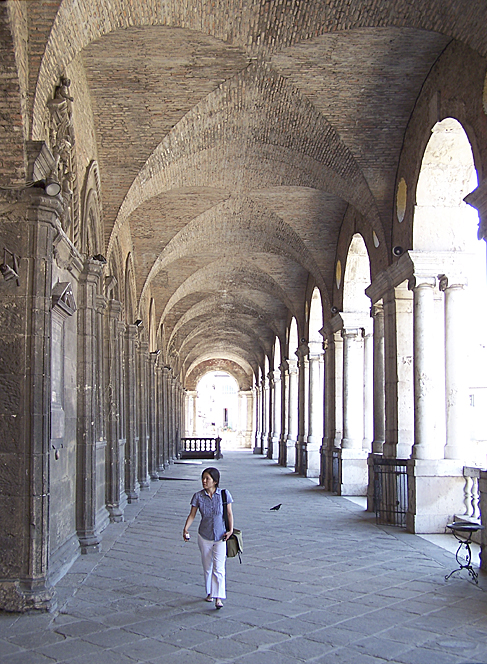
Reneszánsz példa római keresztboltozatra (Palladio, Palazzo della Ragione, Vicenza)

A keresztboltozat két, elvileg egyforma, egymást azonos szögben metsző dongaboltozat áthatásából keletkező, négy boltsüvegből álló, négy sarkán támaszkodó, nyitott boltozat.

## Elemei
A gyakorlatban annyi vagy több süvegből áll, ahány oldalú a beboltozandó felület – ha azonban a süvegek száma kettőnél több, akkor csillagboltozatnak nevezzük. Az oldalaknál több süvegből úgy állhat, ha némely oldalakon kettőnél több ívet (süveget) alakítanak ki – ez főleg a gótikában volt gyakori. A süvegek vízszintes vetületei olyan háromszögek, amelyek közös, központi csúcsa a záradékpont. A központi szögek ennek megfelelően tetszőlegesek lehetnek, és amikor az oldalakat több ívre osztják, a szögek nem is egyenlők. A süvegek áthatolása a boltháton mélyedésként jelenik meg; ez a vápaív. Ha a homlokív félkör, akkor a vápaív ellipszis lesz. Szerkezeti előnyei mellett, a keresztboltozat mechanikai viselkedése is jobb, mint a dongaboltozaté, mert két irányban dolgozik.

## Építése
A mintaív elkészítése és felállítása után következik a boltozás, amit a sarkoktól kell kezdeni.
Ha téglából építik, úgy általában fecskefarkú falazással – úgy, hogy két, egymást metsző süveg sorai a gerincvonalra merőlegesek legyenek. Ez a falazási mód erősíti a vápaívet, támasztja az egyes süvegeket. A vápaív fél téglával lehet vastagabb a süvegnél.
A bordás boltozatokat (főleg a kőből építetteket), két szakaszban falazzák: először felállítják a bordarendszert, majd kifalazzák a süvegeket. A kőbordákat zsaluzni kell. A boltozat stabilitását a bordarendszer felállítása után behelyezett  zárókő biztosítja.

## Fajtái
A római keresztboltozat záradéka egyenes, a román keresztboltozaté – a megemelt középpont miatt – íves, a gótikus keresztboltozaté jellemzően csúcsos.

## Külső hivatkozások
- A Wikimédia Commons tartalmaz Keresztboltozat témájú kategóriát.
- BME, Épületszerkezettan: Boltozatok – ábrákkal
- Terminológia – ábrákkal